# Fleetwood Mac
A Fleetwood Mac angol-amerikai együttes 1967-ben alakult Londonban. Az 1970-es évek elejéig bluest játszott, ezt követően pedig country-rockot.

## Az együttes története

### A korai évek (1967–1970)
1967-ben Peter Green (született Greenbaum, gitáros-énekes-zeneszerző, 1946. október 29.) és Mick Fleetwood dobos, (1947. június 24.) kilépett John Mayall Bluesbreakers nevű zenekarából, és megalapította a Fleetwood Mac együttest. A zenekar tagja volt még Jeremy Spencer slide gitáros-orgonista (1948. július 4.), az üvegnyak-technika megszállottja, és Robert „Bob” Brunning (1943. június 29.), basszusgitáros, aki azzal a feltétellel lett a zenekar tagja, hogy csak addig marad, amíg John McVie fel nem váltja őt a basszusgitáros posztján. Az együttes 1967. augusztus 13-án mutatkozott be a windsori (Egyesült Királyság) Jazz és Blues Fesztiválon, és ezzel megkezdődött az amerikai gyökerekből táplálkozó angol blues feltámasztása és terjesztése. A fesztivált követően John McVie (1945. november 26.) lépett Brunning helyébe. 1968 februárjában került piacra az együttes első albuma, a Fleetwood Mac, és fél évre rá, augusztusban a második album, a Mr. Wonderful, amelyen vendégként Christine Perfect, később Christine McVie (született Christine Anne Perfect, 1943. július 12.) (ekkor még a Chicken Shack együttes tagja) zongorázik. (A McVie-házaspár később elvált, de ez nem akadályozta a zenei együttműködést.)
Hamarosan megjelenik két kislemez is, a „Black Magic Woman” és a „Need Your Love So Bad”. 1968 nyarán egy új taggal, Danny Kirwan gitáros-énekessel (1950. május 13.) bővül az együttes. 1969 januárjában az együttes az Amerikai Egyesült Államokban turnézik. Chicagóban együtt játszanak többek között Wille Dixon-nal, Otis Spann-nel és Buddy Guy-jal.
A rendkívül népszerű együttesben 1970-ben szakadás történt: a frontember, Peter Green, megbetegedett, mentálisan instabillá vált. Azt akarta, hogy a zenekar pénzét adományozzák jótékony célra, de mivel a zenekari tagok ellenezték ezt, kilépett a zenekarból.

### Az átmeneti korszak: 1970–1975
Miután Green elhagyta az együttest, Kirwan és Spencer nehéz helyzetbe került: ki kellett tölteniük azt az űrt, amit Peter Green maga után hagyott. A megoldást Kirwan rockos dalai és Spencer „Sun Sound”-os színezetű szerzeményei adták. Stílusváltást jelentett az is, hogy egy hölgy, Christine Perfect énekes-billentyűs-szerző került a zenekarba – később férjhez ment John McVie-hez –, színesebb, választékosabb lett az együttes zenéje.
A tagcserék folytatódtak. Jeremy Spencer vallási okokból otthagyta a zenekart, a helyére a Párizsban élő, de Las Vegasban (USA, Nevada) háttérzenészként dolgozó Bob Welch (1945. augusztus 31. – 2012. június 7.) került. Welch 1971-1974 között játszott a Fleetwood Mac-ben és neki is köszönhető, hogy az együttes a blues-tól a country-rock felé fordult.
1971 szeptemberében megjelenik a Future Games című album, és ugyanebben az évben adják ki az együttes első Greatest Hits-et a CBS (korábbi neve, amelyből a rövidítés is származik: Columbia Broadcasting System) kiadásában. 1972-ben, hat hónappal a Future Games megjelenése után a zenekar kiadja a Bare Trees című lemezt.

### A sikeres évek: 1975–1987
Az együttes áttette a bázisát Kaliforniába. Welch távozott a zenekarból, és már Kirwan sincs az együttesben. Welch utódát Fleetwood hamarosan megtalálta az amerikai Lindsey Buckingham személyében, aki azzal a feltétellel mondott igent, hogy a barátnője és zenei partnere, Stephanie Lynn „Stevie” Nicks (1948. május 26.) is tagja lehessen az együttesnek. 

Ekkor jött létre egy maradandó felállás, a tagok: John és Christine McVie, Mick Fleetwood, Lindsey Buckingham és egy újabb hölgy, az énekes-szerző Stevie Nicks. Ugyanebben az évben jelent meg a Fleetwood Mac, az USA-ban No 1 lett, és 5 millió példányban kelt el. A nők is kitettek magukért: Christine McVie szerzeménye az „Over My Head” és a „Say You Love Me”, Stevie Nicksé pedig a „Rhiannon” és a „Landslide”. 

1977-ben adták ki a talán leghíresebb albumokat, a Rumours-t, mely Grammy-díjat nyert az év albuma kategóriában.
Buckingham hatására a zenekar munkamódszere megváltozott: a stúdió-munkát otthoni kísérletezés előzte meg. Ennek a munkamódszernek az eredménye az 1979-ben kiadott, 20 dalt tartalmazó Tusk dupla album. Ugyanebben az évben a zenekar egy 18 hónapig tartó turnét kezdett el, melynek során bejárta szinte az egész világot. A turné állomásai: Amerikai Egyesült Államok, Ausztrália, Új-Zéland, Japán, Franciaország, Belgium, NSZK, Hollandia és Nagy-Britannia. A turné eredménye az 1980 végén kiadott Fleetwood Mac Live album.
1982-ben megjelent a Mirage, ami után a zenekar „pihenni tért”, a tagok szólókarrierbe kezdtek: Stevie Nicks 2, Buckigham és Christine McVie pedig 1-1 albumot adott ki. A stresszes életmód, a rengeteg munka miatt Stevie Nicks kórházba került. Elterjedt a híre, hogy a zenekar feloszlik, de ezt Buckingham cáfolta.

### Az elszakadt lánc (1987–1997)
Buckingham kilépett a zenekarból, helyette két gitáros csatlakozott az együtteshez: Billy Burnette (William Beau „Billy” Burnette III, 1953. május 8.) és Rick Vito (1949. október 13.). Az új felállással 1987-1988-ban teljesítették a Shake the Cage-turnét. 1992-ben Mick Fleetwood egy quatro albumot adott ki az együttes addigi munkájáról 25 Years – The Chain címmel. 1995. október 10-én megjelent a sikertelennek tekintett Time című album, erről Christine McVie kijelentette, hogy ez az együttes utolsó albuma.

### Újrakezdés (1997–2015)
A feloszlás után néhány héttel újra összekapcsolták a szétszakadt láncot: Fleetwood, Buckingham, John McVie, Christine McVie és Stevie Nicks ismét együtt voltak.
1998-ban a Fleetwood Mac együttest (Mick Fleetwood, John McVie, Christine McVie, Stevie Nicks, Lindsey Buckingham, Peter Green, Jeremy Spencer és Danny Kirwan) ünnepélyesen beiktatták a Rock and Roll Hall of Fame tagjainak soraiba. Még abban az évben Christine McVie kilépett a zenekarból és visszatért Angliába. 2014.-ben Christine McVie újra csatlakozott az együtteshez, és ismét teljes létszámmal koncerteznek.

## Fordítás
- Ez a szócikk részben vagy egészben  a   Fleetwood Mac című angol Wikipédia-szócikk fordításán alapul.  Az eredeti cikk szerkesztőit annak laptörténete sorolja fel. Ez a jelzés csupán a megfogalmazás eredetét és a szerzői jogokat jelzi, nem szolgál a cikkben szereplő információk forrásmegjelöléseként.